# Badra Ben Mustapha

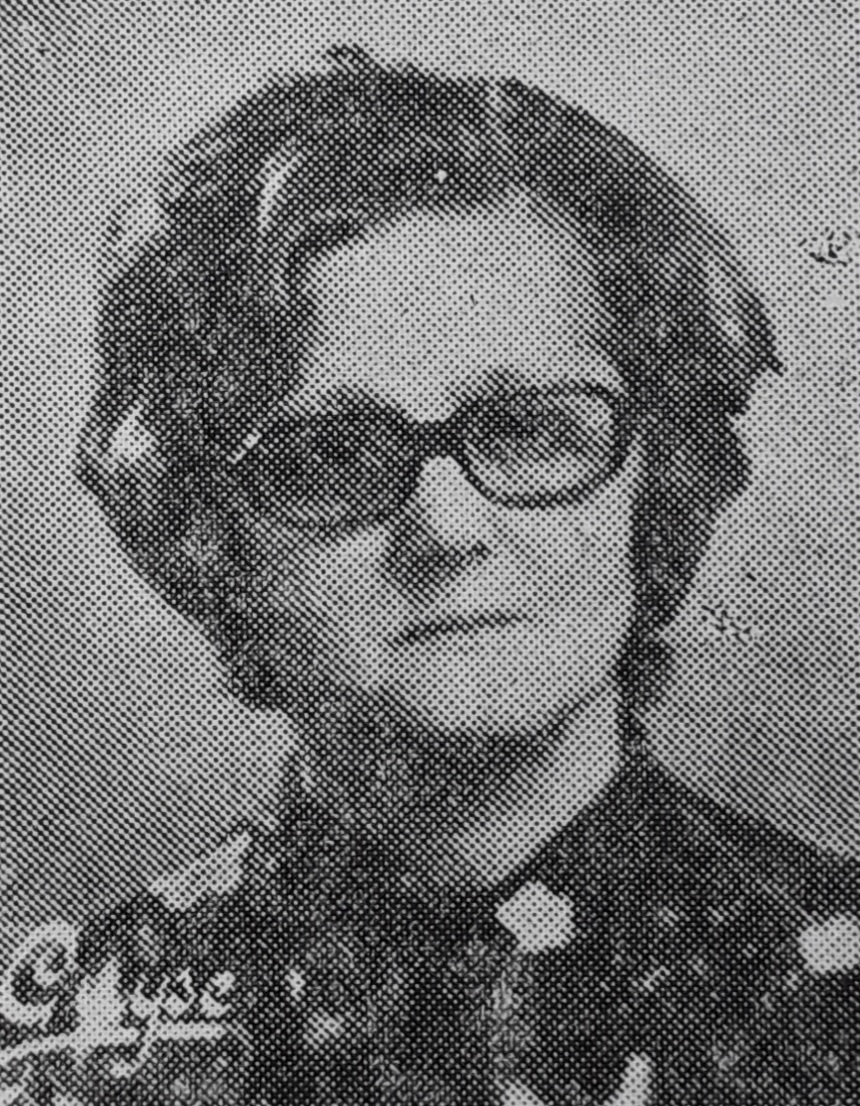
Badra Ben Mustapha

Badra Ben Mustapha (arabisch بدرة بن مصطفى; geboren im frühen 20. Jahrhundert; gestorben im späten 20. Jahrhundert) war die erste Frau, die an der Universität Algier einen Abschluss an der medizinischen Fakultät machte. Sie arbeitete als Hebamme, war Frauenrechtlerin und Mitglied der Union musulmane des femmes de Tunisie, später der Union des femmes de Tunisie.

## Leben

### Ausbildung
Badra Ben Mustapha machte 1932 ihren Abschluss als Hebamme an der medizinischen Fakultät der Universität Algier. Sie war die erste Tunesierin mit einem Abschluss an dieser medizinischen Fakultät und die zweite Tunesierin, die an einer medizinischen Fakultät studiert hatte. Tawhida Ben Cheikh war ihr an der medizinischen Fakultät der Universität Paris vorausgegangen.

### Hebamme
Nach Abschluss ihres Studiums arbeitete Ben Mustapha im Sozialdienst der Stadt Tunis. Sie war 1935 zusammen mit vier Ärzten (darunter Ahmed Ben Miled) und einem Zahnarzt Mitbegründerin des ersten von Tunesiern betriebenen Krankenhauses, Dar Ibn El Jazzar, im Stadtteil Halfaouine. Dieses Krankenhaus war bis nach dem Zweiten Weltkrieg in Betrieb.
1952 wurde sie im Rahmen einer Untersuchung der Übergriffe von Kap Bon als Teil des Krankenhauspersonals erwähnt. 1958 wurde sie zur „Hebamme erster Klasse in Krankenhäusern“ befördert.

### Frauenrechtlerin
Sie schloss sich im Jahr 1936 der von Bchira Ben Mrad gegründeten Union musulmane des femmes de Tunisie (Muslimische Frauenunion Tunesiens) an. Anschließend trat sie der Union des femmes de Tunisie – die der Kommunistischen Partei Tunesiens nahestand – bei und vertrat sie beim Symposium über Familienplanung in Belgrad im November 1969.

### Ehrungen
Sie wurde 1989 zur „Kommandeurin des tunesischen Unabhängigkeitsordens“ ernannt, zusammen mit anderen Frauen, darunter Bchira Ben Mrad.
Im Rahmen des Internationalen Frauentags ehrte sie die Stadt Ariana (Tunesien), indem sie eine Straße nach ihr benannte, da sie „eine von zehn tunesischen Pionierinnen“ sei.

### Privates
Ben Mustapha war Ehefrau von Abdelmlak Ouertani. Die beiden hatten drei Kinder.